# Dans la joie jusqu'au cou

Dans la joie jusqu'au cou est un album de bande dessinée français édité par AUDIE en 1979. Il reprend des planches dessinées par Alexis et scénarisées par Marcel Gotlib parues de 1974 à 1977 dans les magazines Fluide glacial, L'Écho des savanes, Pilote et Actuel.

## Le style
La majorité des planches de Dans la joie jusqu'au cou reprennent les six histoires de La Publicité dans la joie (publiée Fluide Glacial), parodie de télé-achat vendant des objets improbables. Les deux vendeurs, un homme (caricature de Jean Royer) à l'air austère et au sérieux inébranlable, et une jeune femme exubérante souvent légèrement vêtue (Miss Lætitia), vantent aux lecteurs les vertus d'une colle surpuissante (Limpidol), des mets pharmaceutiques pour la digestion (les petites pilules Carter pour le foie), d'un lubrifiant naturel (Plantu), d'une nouvelle sorte d'Hostie (les hosties Alka-Seltzer), d'un système supprimant le racisme (les boules quies, tout simplement) et d'un nouvel objet destiné au plaisir de femmes (Le super vibromasseur Moulinex à triple filtre incorporé). 
L'album reprend également trois fables-express publiées dans Pilote en 1974, la première histoire de la Publicité dans la joie publiée dans L'Écho des Savanes en 1975, La vraie nature de Bernadette Soubirous qu'avait accueilli Actuel et Les jeux désopilants du général Bigeard, trois pages publiées dans Fluide Glacial en 1976.

## Albums publiés
- Dans la joie jusqu'au cou, AUDIE, coll. « Fluide Glacial », 1979.

### Documentation
- Numa Sadoul, « Dans la joie jusqu'au cou », Schtroumpfanzine, no 20,‎ juin 1978, p. 24.